# Ida-Seele-Archiv
Das Ida-Seele-Archiv zur Erforschung der Geschichte des Kindergartens und der Sozialpädagogik/-arbeit und ihrer Bezugswissenschaften (ISA) in Dillingen an der Donau beschäftigt sich neben der öffentlichen Kleinkindererziehung mit den Bezugswissenschaften Heilpädagogik, Kinder- und Jugendliteratur, Pädagogik, Philosophie, Psychologie, Recht, Religion, Schulpädagogik, Soziologie, Tanz, Rhythmik und Körpertherapie sowie „Frauenwissenschaften“ und speziell jüdischer Wohlfahrtspflege.

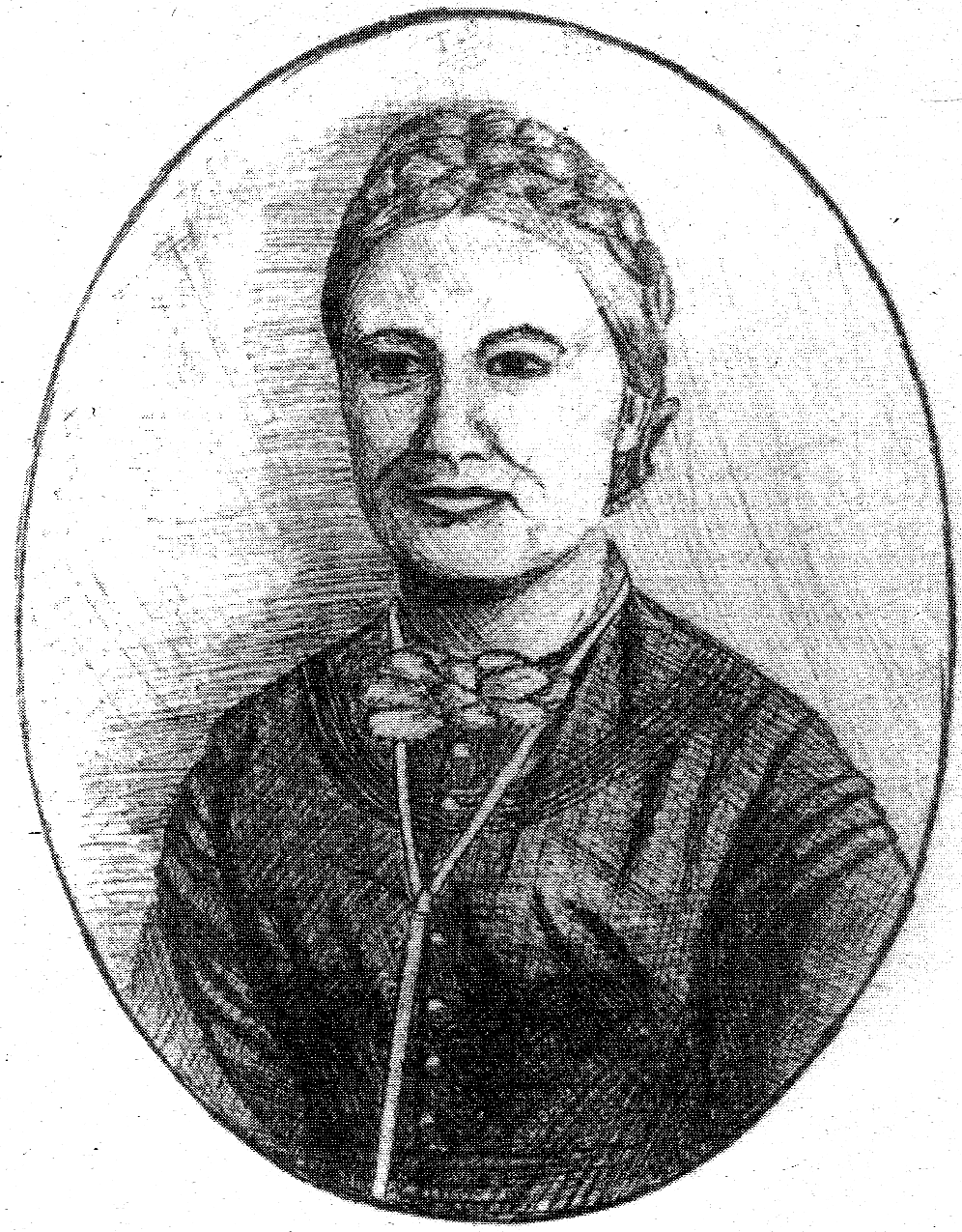
Ida Seele, Namensgeberin des Archivs

## Geschichte
Gegründet wurde das ISA am 15. Oktober 1993 in Zusammenarbeit mehrerer Pädagogen, Erziehungs- und Geschichtswissenschaftler und Institutionen der Sozialpädagogik. Auf der Suche nach einer Namensgeberin fiel die Wahl auf Ida Seele, „die den Namen ‚Kindergärtnerin‘ von Fröbel zuerst erhielt“.
Die Arbeit erfolgt ehrenamtlich und in interdisziplinärer Kooperation mit Institutionen, die der Frauenforschung, Sozial-, Diakonie-, Caritas-, Kindheits- und Familiengeschichte verpflichtet sind. Durch Übereignungen und Sammeln konnten Teil- und Splitternachlässe von ca. 1200 Persönlichkeiten, davon 1140 Frauen und 60 Männer des Kindergartens, der Sozialpädagogik/-arbeit, der Heilpädagogik und den genannten akademischen Disziplinen angrenzenden Bezugswissenschaften, archiviert werden. Dazu zählen beispielsweise Ruth Bang, Anna Borchers, Rupert Egenberger, Anna Essinger, Friedrich Fröbel, Anna von Gierke, Clara Grunwald, Hannah Karminski, Hilde Lion, Doris Lütkens, Bertha von Marenholtz-Bülow, Maria Montessori, Bertha von Petersenn, Alice Salomon und natürlich Ida Seele. Es ist Ziel des ISAs, diese Quellen zu erhalten und zu ergänzen sowie das historische Erbe dieses Personenkreises zu pflegen.
Zum Archivgut gehören ca. 10.000 Fachbücher, rund 1000 Diplom-, Magister- und wissenschaftliche Hausarbeiten, Dissertationen, Broschüren mit 3000 Einzelschriften, Ausbildungsakten und -materialien sozialer Ausbildungsstätten, unveröffentlichte Texte bedeutender Pädagogen und sozialer Berufsgruppen (Graue Literatur), Sonderdrucke und Zeitschriften (beispielsweise Kinderheim, Kindergarten, Evangelische Kinderpflege), ferner Bilder- und Kinderbücher, Spiel- und Beschäftigungsmaterialien seit den Anfängen des Kindergartens.
Daneben existiert eine Fotothek mit 6000 Bildmotiven und rund 50 Fotoalben, insbesondere von sozialen Ausbildungsstätten in Augsburg, Berlin, Dillingen/Donau, Freiburg/Br., Heidelberg, Hamburg, Köln, München, Münster, Nördlingen, Nürnberg, Thale/Harz und Ulm. Im Archiv befinden sich Dokumente von einigen NSV-Kindergärtnerinnen- und Hortnerinnenseminare (beispielsweise in Friedberg, Schloss Steinenhausen bei Kulmbach, in Wendefurth im Harz, in Bad Buchau oder vom NS. Kindergärtnerinnen=Seminar des Reichsgaues Wartheland Posen, Waldowstr.10).

## Aufgaben

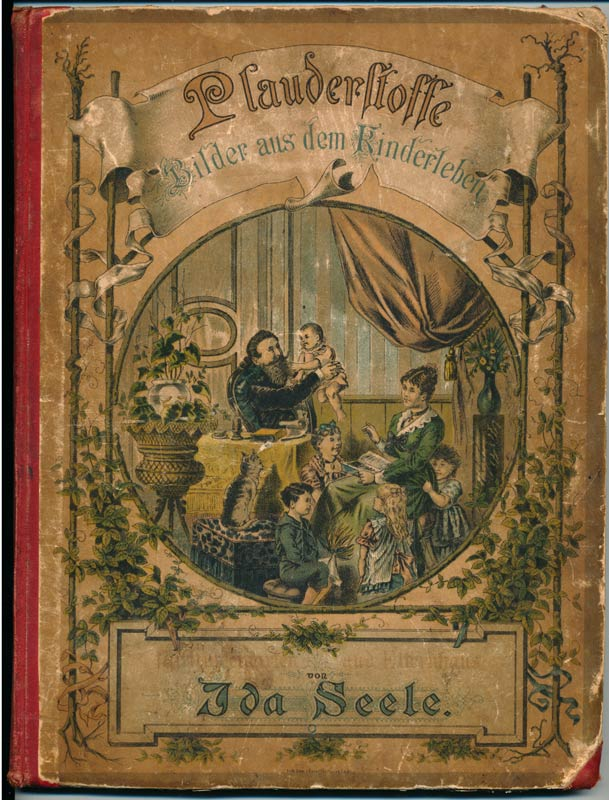
Plauderstoffe von Ida Seele

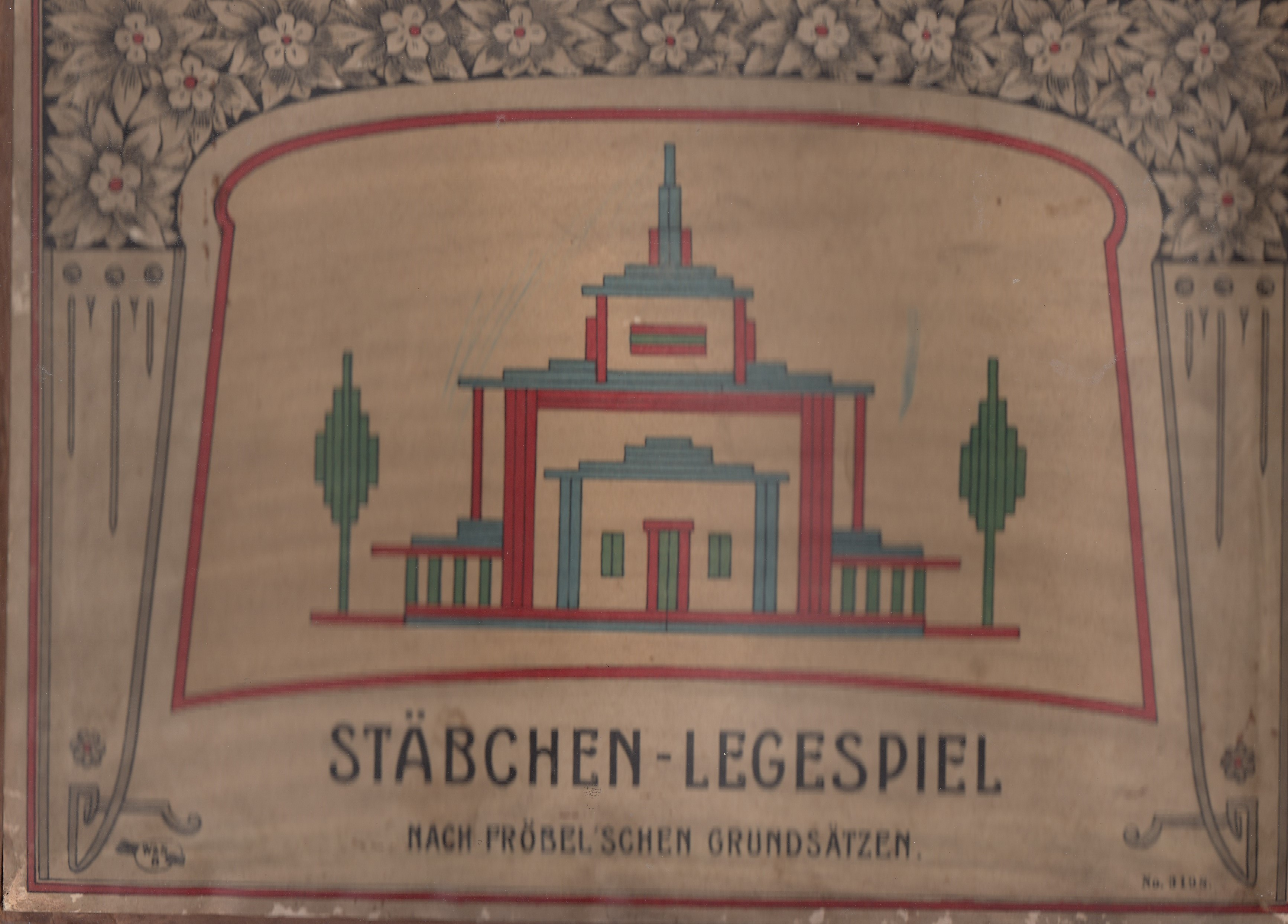
Stäbchen-Legespiel nach Fröbel’schen Grundsätzen (ca. 1900)

Seine Aufgabe ist die Sammlung und Auswertung von Materialien und Dokumenten zur Geschichte des Kindergartens, der Sozialpädagogik und Sozialarbeit und ihrer Bezugswissenschaften. So dokumentiert es die Anfänge und Entwicklung des Kindergartens und dessen Vorgängereinrichtungen, ebenso der professionellen Ausbildung in Sozialer Arbeit, Sozial-, Heil- und Kindergarten-/Krippenpädagogik.
Neben der archivarischen Betreuung und Erschließung von Dokumenten, Nachlässen, Monografien werden Ausstellungen zu einzelnen Schwerpunkten zusammengestellt. Das ISA erhält als Privatarchiv keine Fördermittel. Demzufolge können erwünschte Materialien (Bücher, Zeitschriften, Dokumente, Manuskripte, Diplom-, Magister-, Masterarbeiten u. dgl. m.), die geeignet sind, den Archivbestand zu erweitern oder zu ergänzen, nur unentgeltlich aufgenommen und Recherchearbeiten sowie Ausstellungen bzw. Dokumentationen äußerst begrenzt durchgeführt werden.

## Ausstellungen/Dokumentationen (Auswahl)
- Zur Aktualität der Pädagogik nach Mater Margarete Schörl (1912–1991). (1993)
- Ida Seele – die erste Fröbelkindergärtnerin der Welt. (1994)
- Frauen im Dienste Friedrich Fröbels, dem Begründer des Kindergartens 1840 in Blankenburg in Thüringen. (1995)
- Das Bilderbuch: Geschichte und Entwicklung in Deutschland mit Beginn des 19. Jahrhunderts bis zur Gegenwart. (1996)
- Frauen im Dienste der Montessori-Pädagogik. (1997)
- Psychoanalyse und Montessori-Pädagogik. (1998)
- Alice Salomon (1872–1948). Zum 50. Todestag der Begründerin des sozialen Frauenberufs in Deutschland. (1998)
- Bertha von Marenholtz-Bülow. Eine in Vergessenheit geratene Fröbel- und Kindergartenpädagogin. (1999)
- Der Kindergarten – Hauptlinien seiner Entwicklung im 19. und 20. Jahrhundert. (1999)
- Soziale Arbeit und ihre Geschichte – Von den Anfängen bis zum Ende des 20. Jahrhunderts. (2000)
- Zum 150. Geburtstag von Ida von Kortzfleisch (1850–1915) – Eine Frau im Dienste der Mädchen-/Frauenbildung. (2000)
- „Fröbels Ida“. Zum 100. Todestag von Ida Seele, der ersten Fröbelkindergärtnerin der Welt. (2001)
- Clara Grunwald und Emmy Bergmann. Zwei jüdische Schwestern im Dienste der Montessori-Pädagogik. (2002)
- Henriette Schrader-Breymann: Ein Leben im Dienste der Mädchenbildung und des Kindergartens. (2003)
- „Erziehung zum einsatzbereiten Gemeinschaftsglied sowie zum rassisch gesunden und tüchtigen Einzelmenschen.“
- Betreuung, Erziehung und Bildung in der öffentlichen Kleinkindererziehung in den Jahren 1933 bis 1945. (2003)
- Bildungsort Kindergarten in Vergangenheit und Gegenwart. (2004)
- Erziehung in Familie und Kindergarten während der Nazi-Diktatur. (2005)
- Der Kindergarten ein „Bund des weiblichen Geschlechts“. Frauen im Dienste des Kindergartens. (2006)
- Jüdische Wohlfahrtspflege im Spiegel ausgewählter Frauenbiografien. (2005 bis 2010)
- Bravo BRAVO. Eine über 50-jährige Erfolgsgeschichte der größten Jugendzeitschrift im deutschsprachigen Raum. (2006 bis 2009)

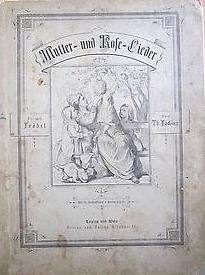
Fröbel’s Mutter- und Kose-Lieder, frei bearbeitet von Therese Focking

- 100 Jahre Montessori-Pädagogik. (2007 bis 2010)
- Zum 75. Todestag von Martha Muchow – Psychologin, Pädagogin, Vorläuferin der schichtspezifischen Sozialisationsforschung. (2008)
- „Ich wollte als Missionarin für Soziale Arbeit und eine soziale Philosophie unter jungen Frauen weiterwirken.“ Alice Salomon & Co. Klassikerinnen der Sozialen Arbeit. (2008)
- Zur Geschichte der Erzieherinnen-/Erzieherausbildung in Bayern. (2009)
- Eleonore Heerwart (1835–1911). Zum 100. Todestag der Fröbelpädagogin. (2011)
- Leben und Wirken jüdischer Pädagoginnen vor und nach 1933. (2012)
- Friedrich Fröbels Spielgaben und Beschäftigungsmaterialien. (2012)
- Clara Grunwald (1877–1943): Ein Leben für die Kinder und die Montessoripädagogik. (2013)
- Weibliche Netzwerke sozialer/sozialpädagogischer Arbeit vom Ende des 19. Jahrhunderts bis 1933. (2013)
- Pionierinnen der modernen Sozialwissenschaften: Marie Bernays, Rosa Kempf, Käthe Mende und Rose Otto. (2014)
- Hilde Lion – Ein Leben in Deutschland und im englischen Exil. (2014)
- „Kommt, lasst uns unsern Kindern leben!“ 175 Jahre Kindergarten. (2015)
- Fröbel’s Mutter- und Kose-Lieder und ihre Bearbeitungen. (2015)
- Klassiker_innen der öffentlichen Kleinkindererziehung: Anna Borchers, Clara Grunwald, Angelika Hartmann, Eleonore Heerwart, Erika Hoffmann, Johanna Huber, Bertha von Marenholtz-Bülow, Hanna Mecke, Thekla Naveau, Henriette Schrader-Breymann, Mater Margarete Schörl, Ida Seele und Nelly Wolffheim. (2015)
- Klassiker_innen der deutschsprachigen Heil-/Sonderpädagogik. (2015)
- Leben und Wirken der Fröbel- und Kindergartenpädagogin Erika Hoffmann (1902–1995) – unter besonderer Berücksichtigung der Jahre 1933–1945 sowie 1945–1949. (2016)
- Charlotte Dietrich (1887–1976). Eine in Vergessenheit geratene Pionierin der Sozialen Arbeit mit Fokus auf die Soziale Frauenschule in Berlin während der Nazi-Diktatur (2016)
- ‚Menschen, seid menschlich, liebet die Kinder, ihre Vergnügungen, ihre Spiele‘. Mehr oder wenig bekannte Männer und Frauen die die öffentliche Kleinkindererziehung prägten. (2016)
- Was Kinder brauchen sind Vorstellungen. Mater Margarete Schörl (1912–1991) – Ein Leben für den Kindergarten. (2017)
- Mimi Scheiblauer (1891–1968) – Pionierin der rhythmisch-musikalischen Erziehung. (2018)
- 25 Jahre Ida-Seele-Archiv (2018)
- Wegbereiter*innen der klassischen Methoden der Sozialen Arbeit und der Supervision nach 1945: Ruth Bang, Dora von Caemmerer, Magda Kelber, Gisela Konopka, Hertha Kraus, Herbert Lattke, Hans Pfaffenberger und Heinrich Schiller (2019)

## Galerie

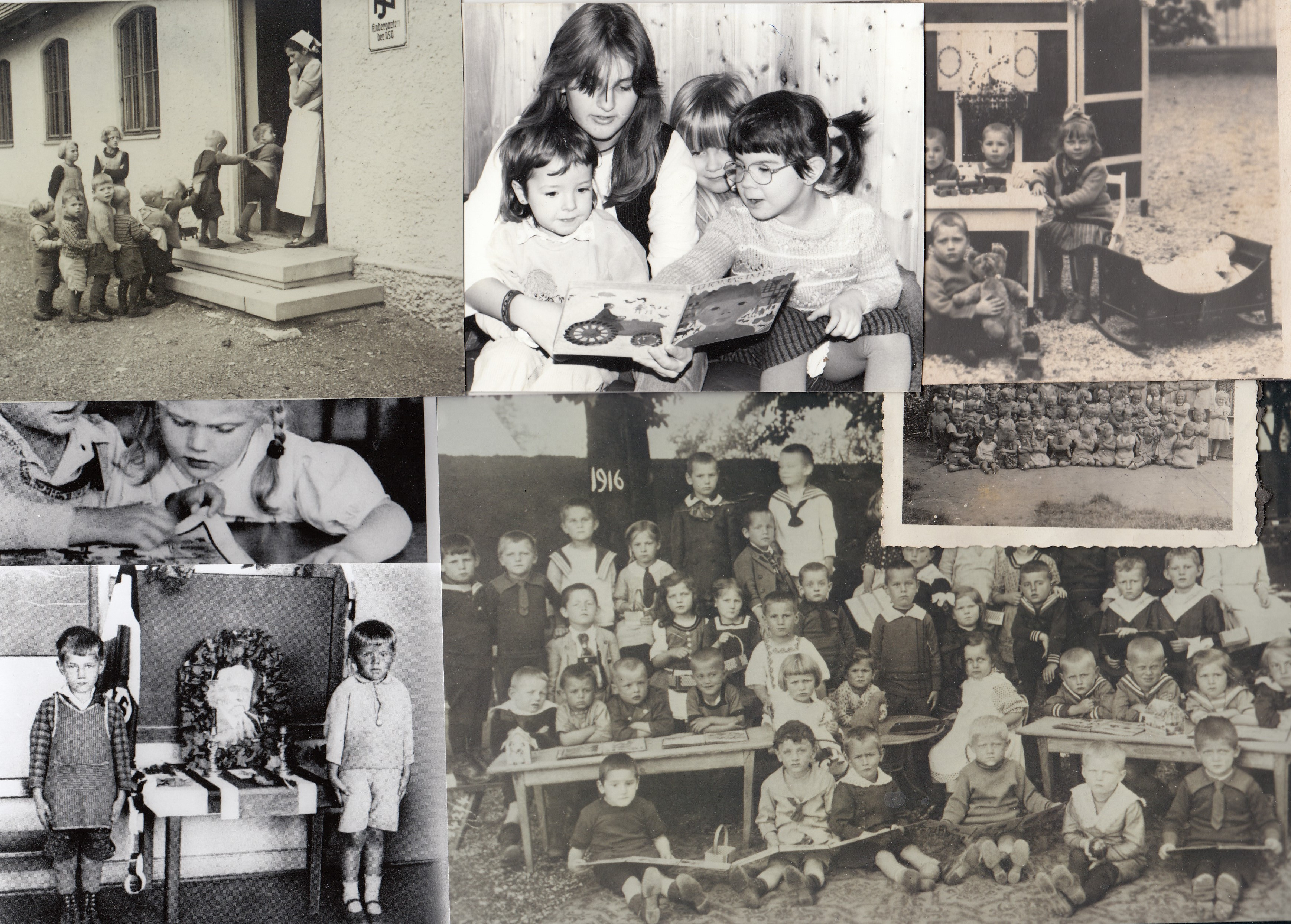
Aus der Fotosammlung zur Geschichte der öffentlichen Kleinkindererziehung
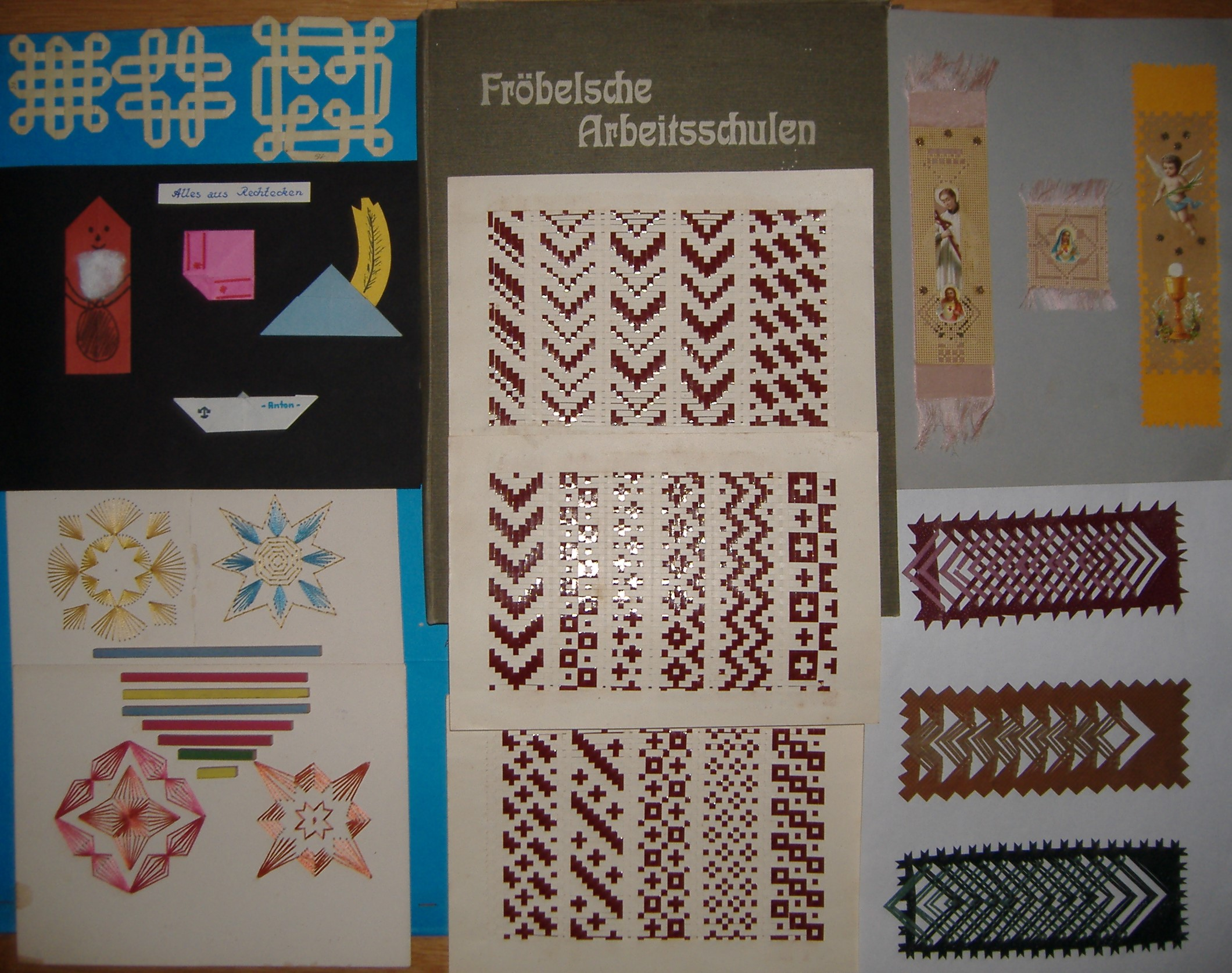
Fröbelsche Arbeitsschule
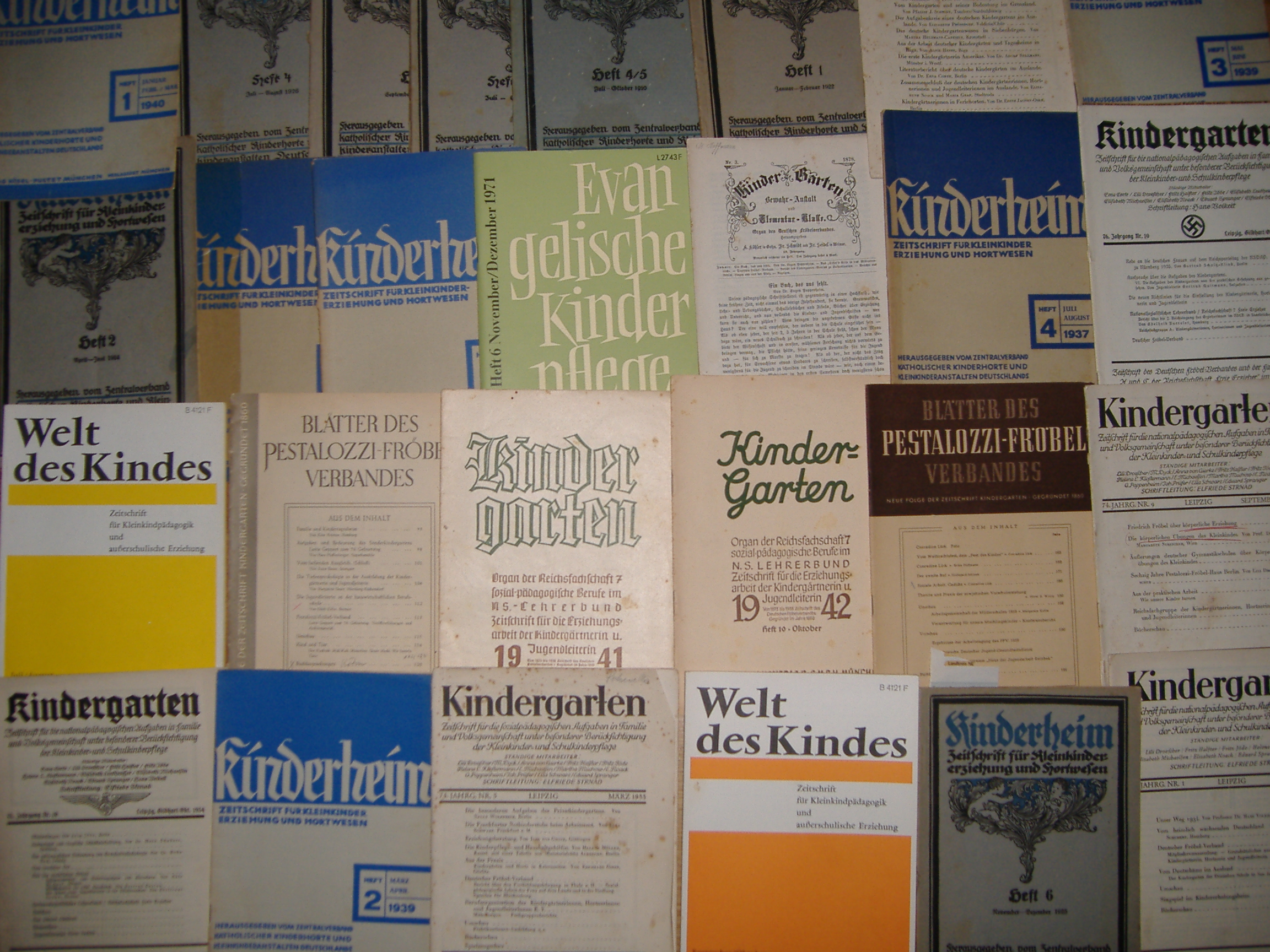
Fachzeitschriften der Vorschul- und Sozialpädagogik
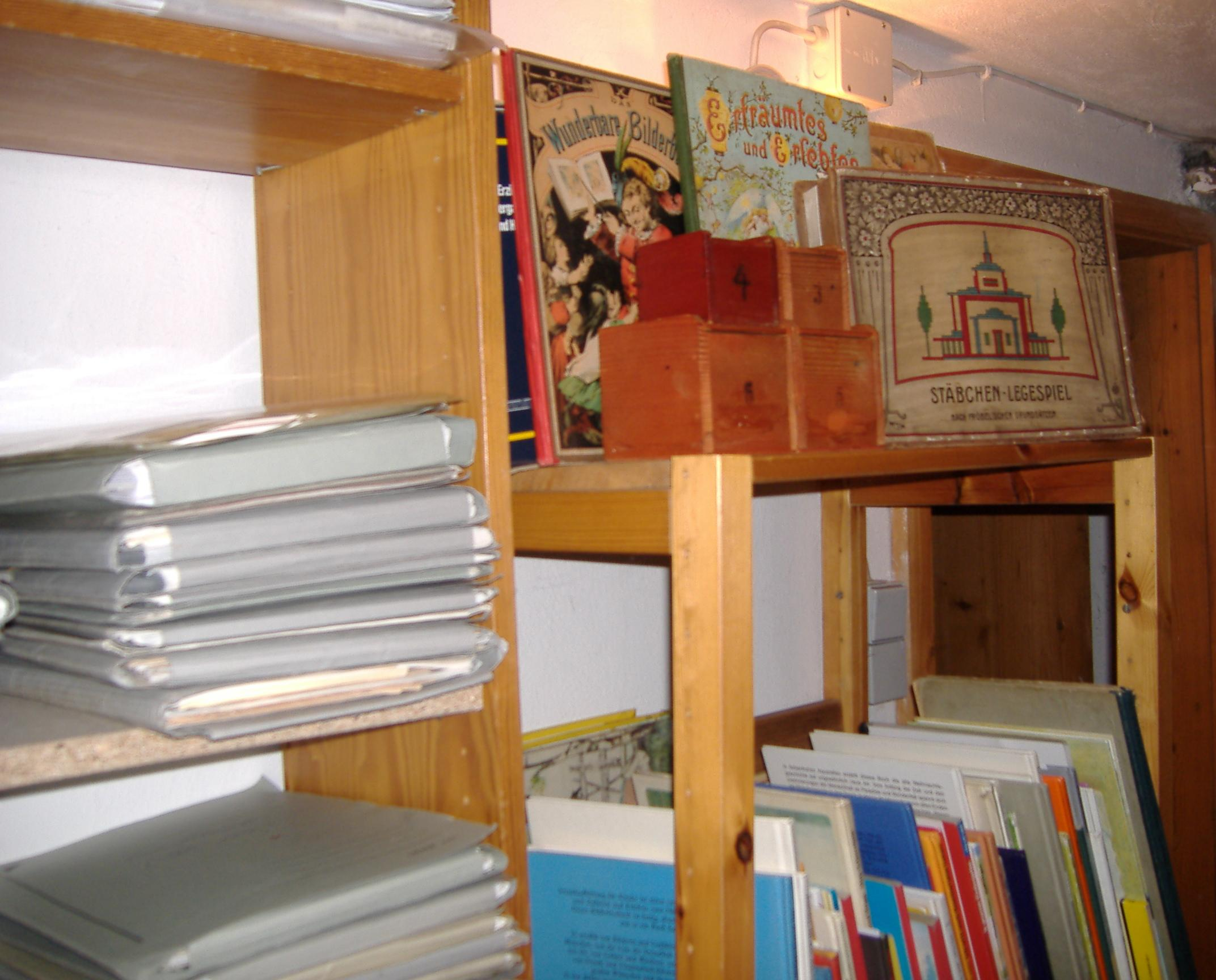
Blick in das ISA (mit Fröbelschen Spielgaben)
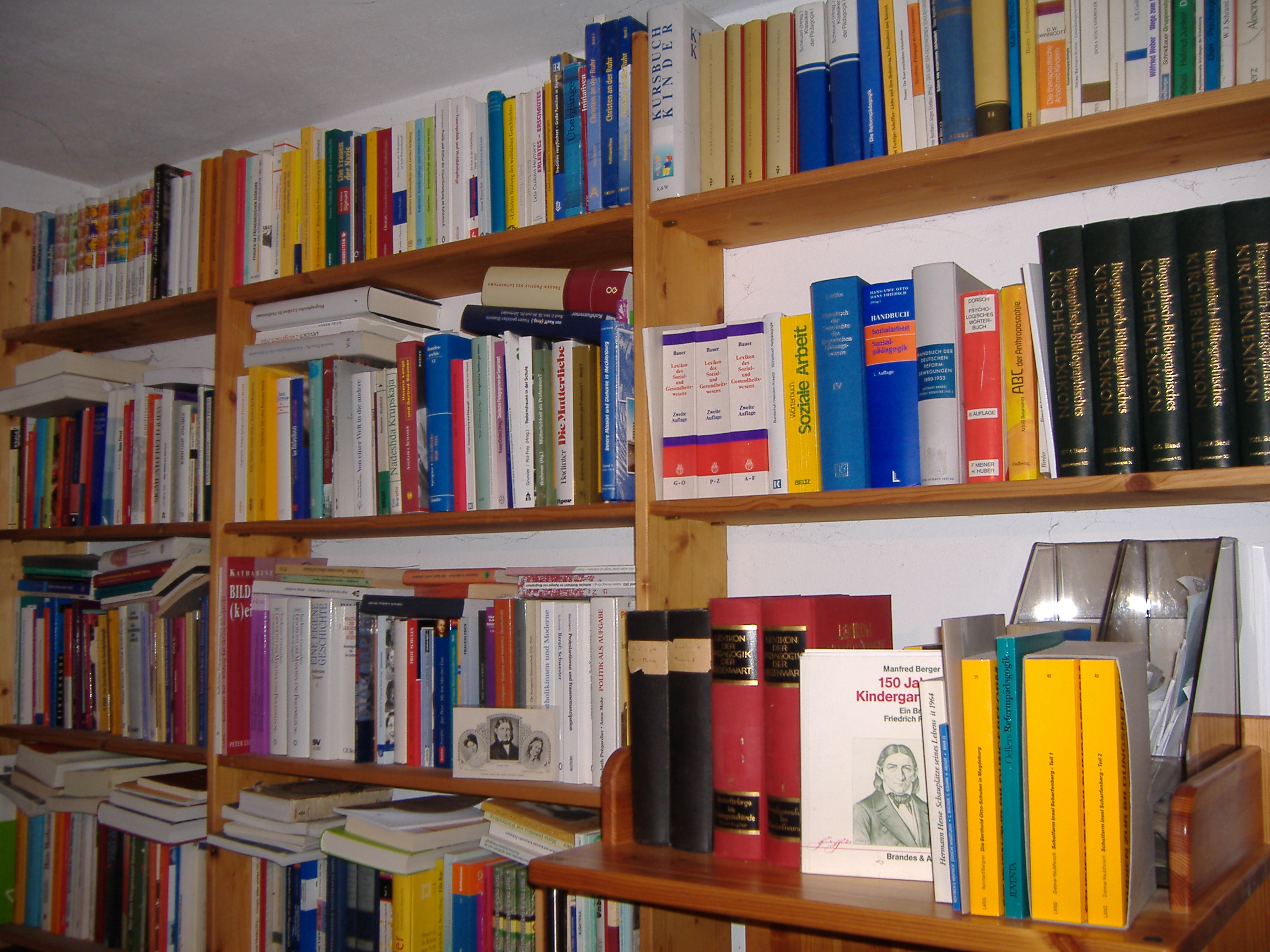
Blick in die Bibliothek des ISAs
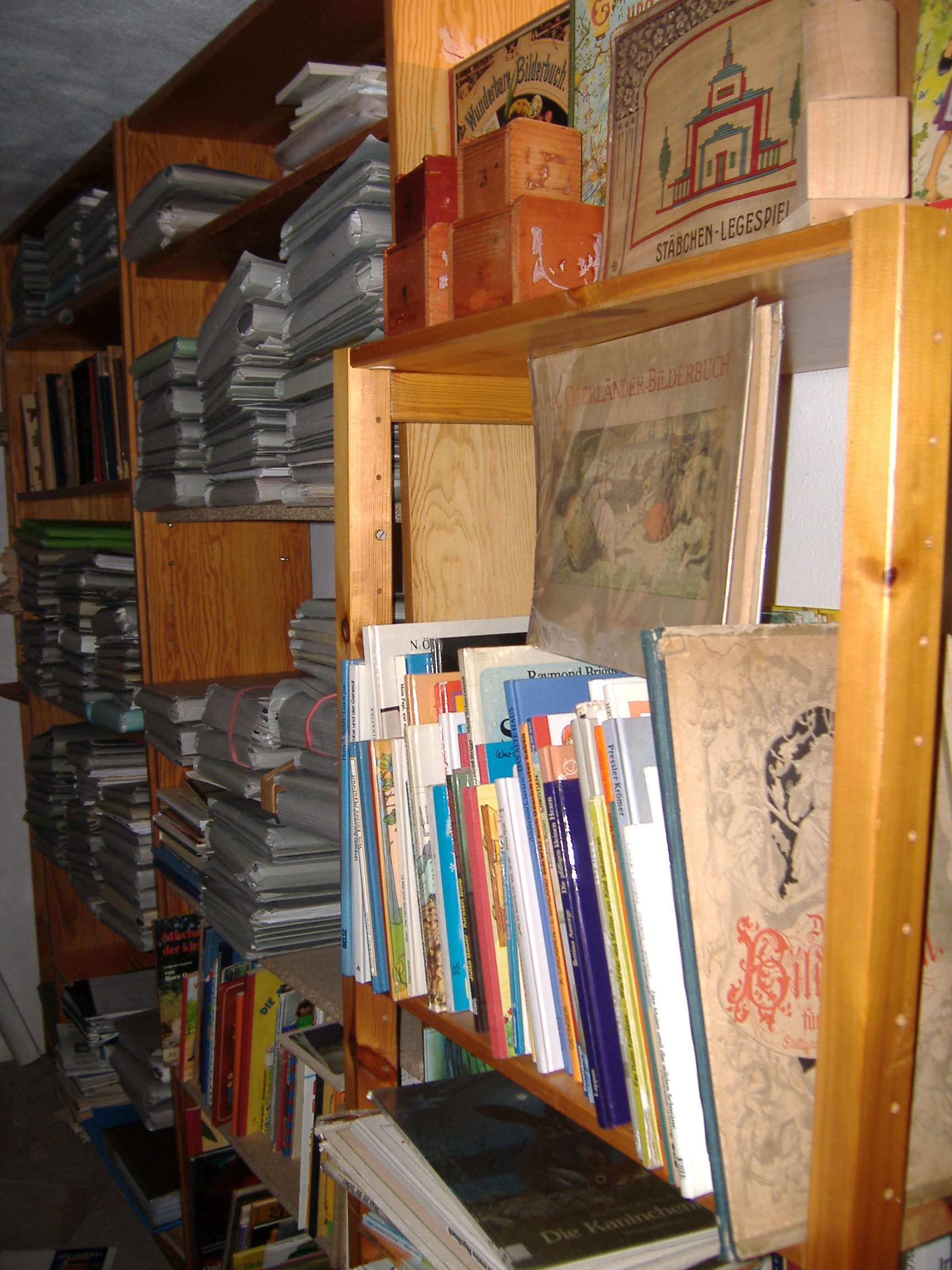
Alte Bilderbücher, Dossiers von Kindergärtnern, Sozialarbeitern, Heilpädagogen und anderen sozialen Berufsgruppen
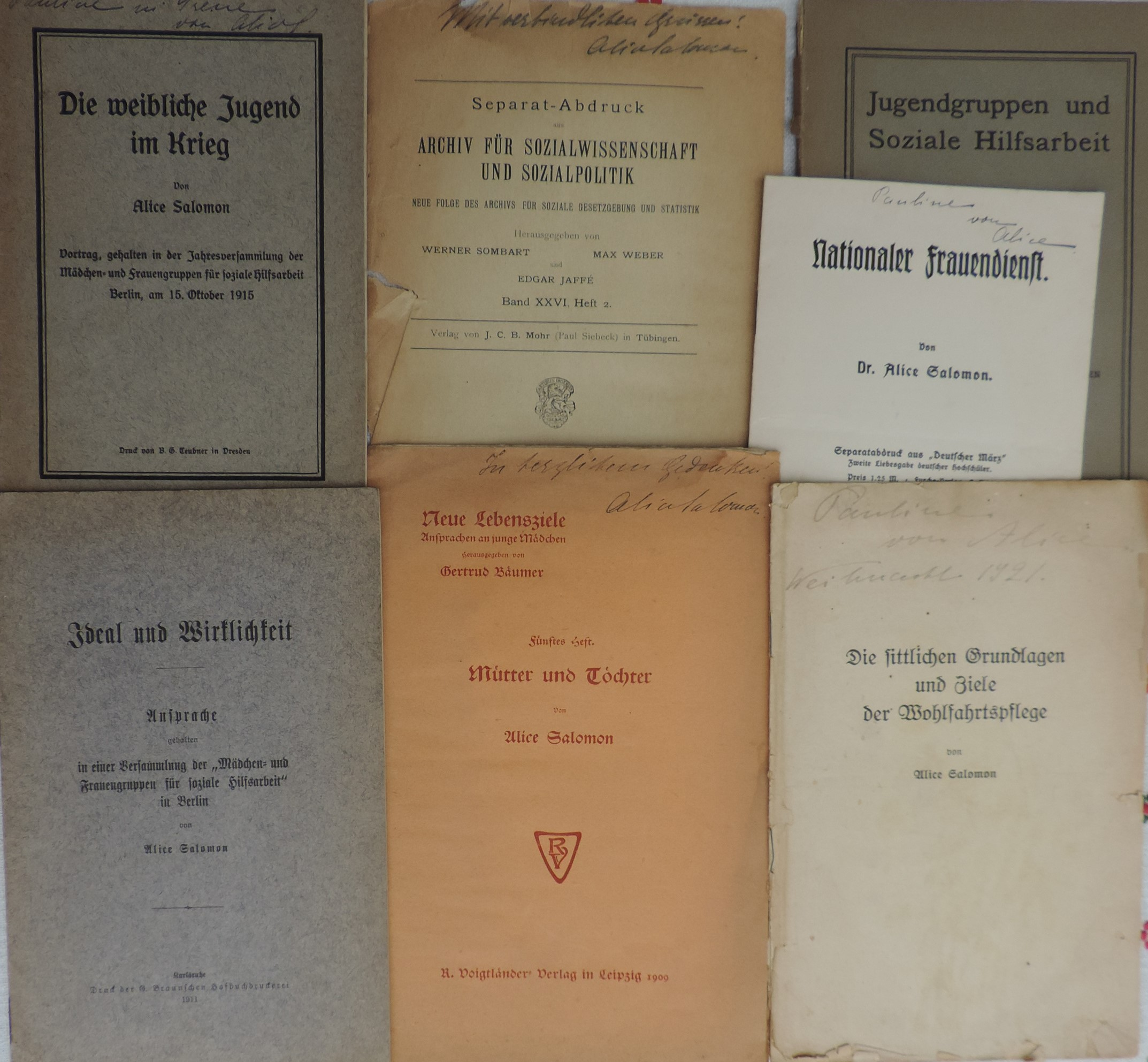
Aus dem Nachlass von Alice Salomon: Publikationen mit Widmungen von Alice Salomon

## Veröffentlichungen, beruhend auf Dokumenten aus dem ISA (Auswahl)
- Manfred Berger: Frauen in der Geschichte des Kindergartens. Ein Handbuch. Frankfurt am Main 1995.
- Ders.: Alice Salomon. Pionierin der sozialen Arbeit und der Frauenbewegung. Frankfurt am Main 1998.
- Ders.: Henriette Schrader-Breymann. Leben und Wirken einer Pionierin der Mädchenbildung und des Kindergartens. Frankfurt am Main 1999.
- Ders.: Clara Grunwald. Wegbereiterin der Montessori-Pädagogik. Frankfurt/Main 2000.
- Ders.: Frauen in sozialer Verantwortung. Serie (in unregelmäßiger Folge) in: Unsere Jugend, Fachzeitschrift für Studium und Praxis der Sozialpädagogik, 2006 ff.
- Ders.: Serie (2 Lebensbilder im Jahr) über Leben und Werk bedeutender Heilpädagogen und Heilpädagoginnen in: heilpaedagogik.de, Fachzeitschrift des Berufsverbandes der Heilpädagogen (BHP) e. V., 1998 ff.
- Ders.: Führende Frauen in sozialer Verantwortung. Serie (zweimonatlicher Rhythmus) in: Christ und Bildung, Zeitschrift der Katholischen Erziehergemeinschaft Deutschland, 1989 bis 2005.
- Ders.: Leben und Werk bedeutender Männer und Frauen der Erlebnispädagogik. (in unregelmäßiger Folge) in: Zeitschrift für Erlebnispädagogik, 1989 ff.
- Ders.: Frieda Stoppenbrink-Buchholz. Eine Wegbereiterin der modernen Erlebnispädagogik? Lüneburg 2001.
- Ders.: Bertha von Petersenn. Eine Wegbereiterin der modernen Erlebnispädagogik? Lüneburg 2008.
- Ders.: Pioniere der Früh- und Hortpädagogik. Serie (seit 2014): in: Irmgard M. Burtscher (Hrsg.): Handbuch für ErzieherInnen in Krippe, Kindergarten, Kita und Hort. München 2014 ff. (Bisher sind Biografien von Clara Grunwald, Aloys Fischer, Martha Muchow, Erika Hoffmann, Margarete Schörl und Eleonore Heerwart erschienen.)
- Ders.: „Alles mit dem Volk, alles durch das Volk, alles für das Volk.“ Kindergarten und Kleinkindererziehung in der SBZ/DDR 1945–1990. Saarbrücken 2014.
- Ders.: Der Kindergarten von 1840 bis in die Gegenwart. Ein (fiktiver) Brief an Friedrich Fröbel zur 175-jährigen Geburtstagsfeier seiner vorschulischen Einrichtung. Saarbrücken 2015.
- Ders.: „Gelobt sei alles, was hart macht!“ Das Kindergartenwesen im nationalsozialistischen Deutschland aufgezeigt am Beispiel der Fachzeitschrift „Kindergarten“. Saarbrücken 2015.
- Ders.: Die Geschichte des Kindergartens – Etappen der öffentlichen Kleinkindererziehung in Deutschland, von den Anfängen bis zur Gegenwart. In: Irmgard M. Burtscher (Hrsg.): Handbuch für ErzieherInnen in Krippe, Kindergarten, Kita und Hort. München 2015 (Ausgaben 81, 82 und 83).
- Ders.: Geschichte des Kindergartens. Von den ersten vorschulischen Einrichtungen des 18. Jahrhunderts bis zur Kindertagesstätte im 21. Jahrhundert, Frankfurt/Main 2016.
- Ders.: Von der Kleinkinderbewahranstaltskandidatin zum/zur Erzieher_in. Ein Beitrag zu Geschichte der Erzieher_innenausbildung in Bayern – aufgezeigt am Beispiel ausgewählter Ausbildungsstätten in Vergangenheit und Gegenwart, Göttingen 2017.
- Ders.: Leben und Wirken der Fröbel- und Kindergartenpädagogin Erika Hoffmann (1902–1955). Eine biographisch-pädagogische Skizze, Göttingen 2018.
- Ders.: Der Kindergarten im Nationalsozialismus. Ein Beitrag zur Geschichte der öffentlichen Kleinkinder-/Kindergartenpädagogik in den Jahren 1933 bis 1945, Göttingen 2019.
- Ders.: Schörlpädagogik. Einführung in ein klassisches Kindergartenkonzept, Göttingen 2019.
- Ders.: Gertrud Feiertag und das Jüdische Landschulheim Caputh. Eine Dokumentation zur jüdischen Bildungs- und Erziehungsgeschichte in den Jahren 1931 bis 1938, Konstanz 2021